# آنی پررو
آنی پررو (انگلیسی: Annie Perreault؛ زادهٔ ۲۸ ژوئیهٔ ۱۹۷۱) اسکیت‌باز سرعت اهل کانادا است.